# Либерально-демократическая партия (Ангола)
Либерально-демократическая партия (порт. Partido Liberal Democrático) — либеральная партия в Республике Ангола, с 1999 года — член Либерального Интернационала. Основана в Португалии в 1983 году Аналией де Викторией Перейра, первой женщиной-политиком в стране, претендовавшей на высокие государственные посты.
После легализации в стране партия участвовала на выборах 1992 года, получив 3 места в парламенте и набрав 2,4 % голосов избирателей. Однако на выборах 2008 года партия набрала лишь 0,88 % голосов и не смогла претендовать на парламентские места.